# Episodi di Schooled (prima stagione)
La prima stagione della serie televisiva Schooled è stata trasmessa in anteprima negli Stati Uniti d'America dalla ABC tra il 9 gennaio 2019 e l'8 maggio 2019.
| nº | Titolo originale                       | Titolo italiano | Prima TV USA     | Prima TV Italia |
| -- | -------------------------------------- | --------------- | ---------------- | --------------- |
| 1  | Be Like Mike                           | inedito         | 9 gennaio 2019   | inedito         |
| 2  | Lainey's All That                      | inedito         | 16 gennaio 2019  | inedito         |
| 3  | Tamagotchis and Bells                  | inedito         | 23 gennaio 2019  | inedito         |
| 4  | I, Mellor                              | inedito         | 30 gennaio 2019  | inedito         |
| 5  | Money for RENT                         | inedito         | 13 febbraio 2019 | inedito         |
| 6  | Rock for Jocks                         | inedito         | 20 febbraio 2019 | inedito         |
| 7  | Kris Kross                             | inedito         | 27 febbraio 2019 | inedito         |
| 8  | Lainey and Erica's High School Reunion | inedito         | 13 marzo 2019    | inedito         |
| 9  | Darth Mellor                           | inedito         | 20 marzo 2019    | inedito         |
| 10 | There's No Fighting in Fight Club      | inedito         | 3 aprile 2019    | inedito         |
| 11 | Glascott Mascot                        | inedito         | 10 aprile 2019   | inedito         |
| 12 | CB Likes Lainey                        | inedito         | 1º maggio 2019   | inedito         |
| 13 | Dr. Barry                              | inedito         | 8 maggio 2019    | inedito         |